# Brain Salad Surgery
Brain Salad Surgery ist das vierte Studioalbum der britischen Progressive-Rock-Band Emerson, Lake and Palmer und das erste, das auf ihrem eigenen Label Manticore veröffentlicht wurde. Es erschien 1973. Der Titel stammt aus dem im selben Jahr erschienenen Lied Right Place, Wrong Time von Dr. John.

## Musik
Das bekannteste Stück des Albums ist Karn Evil 9: 1st Impression – Part 2 (“Welcome Back My Friends to the Show That Never Ends …”). Unter anderem diente diese erste Textzeile des Stücks seitdem zur Begrüßung der Fans auf Konzerten und wurde zum Titel des folgenden Livealbums. Durch seine Länge und die Tatsache, dass etwa 25 Minuten auf eine LP-Seite passen, wurde das Stück Karn Evil 9 ursprünglich auf der Schallplatte auf zwei LP-Seiten verteilt (1st Impression – Part 1 auf der A-Seite, Rest auf der B-Seite) und als zwei Titel bezeichnet. Bei späteren CD-Veröffentlichungen wurden aber diese beiden Teile zu einem Titel fusioniert. Der Text wurde von Greg Lake und seinem früheren King-Crimson-Mitstreiter Peter Sinfield geschrieben.
Das Stück Toccata ist eine Bearbeitung des vierten Satzes von Ginasteras erstem Klavierkonzert, wobei einige Synthesizereffekte nicht von Keith Emerson, sondern Carl Palmer stammen, der hier einen neuartigen Drum-Synthesizer verwendete. Der Komponist äußerte sich zustimmend zu Emersons Bearbeitung: “Keith Emerson has beautifully caught the mood of my piece.”
Inzwischen wurde das Album auch als DVD-Audio in einer leicht geänderten Dolby-5.1-Abmischung veröffentlicht.

## Plattencover

Das von HR Giger entworfene ELP-Logo

Für das bevorstehende Album stellte Peter Zumsteg, der Manager des Plattenlabels, Emerson dem Künstler HR Giger vor. Im April 1973 spielte die Gruppe im Rahmen ihrer Europatournee in Zürich ein zweitägiges Konzert. Nach dem Konzert besuchte Emerson mit Zumsteg den Künstler in seinem Hause. Zufällig hatte Giger unter dem Einfluss der Musik Emerson, Lake & Palmers  gerade ein Triptychon mit dem Titel Work 216: Landschaft XIX geschaffen. Als er seinen Gästen das Triptychon enthüllte, entschied Emerson sofort, es für das Albumcover zu nehmen. Giger malte zwei neue Bilder, Work 217: ELP I und Arbeit 218: ELP II, in etwa der tatsächlichen Größe des Vinylplattencovers. Das erste Bild wurde von der Gruppe als Titelbild gewählt. Es zeigt einen in einer Maschine eingespannten menschlichen Schädel in dem für Giger typischen monochromen biomechanischen  Stil über dem ebenfalls von Giger entworfenen neuen ELP-Logo, das Emerson, Lake and Palmer seither führt.
Nach dem Ende einer Ausstellung von Gigers Werken in Prag gingen beide Originalgemälde Work 217: ELP I und Work 218: ELP II am 31. August 2005 verloren, wo sie vermutlich gestohlen wurden und seither nicht wieder auftauchten.

## Rezeption
Die britische Musikzeitschrift Classic Rock kürte Brain Salad Surgery, ebenso wie Tarkus, im Juli 2010 zu den 50 Musikalben, die den Progressive Rock prägten. Im Juni 2015 wählte der Rolling Stone das Album auf Platz 12 der 50 besten Progressive-Rock-Alben aller Zeiten.

## Trivia
Keith Emerson spielte auf Karn Evil 9 den Prototyp des polyphonen Moog „Apollo“ Synthesizers, der drei Jahre später und modifiziert als „Poly-Moog“ verkauft wurde.

## Titelliste
1. Jerusalem (William Blake, Hubert Parry, sowie Bearbeitung durch Keith Emerson, Greg Lake & Carl Palmer) – 2:44
2. Toccata, eine Bearbeitung von Ginasteras 1. Klavierkonzert, 4. Satz (Alberto Ginastera, arr. Emerson) – 7:22
3. Still … You Turn Me On (Lake) – 2:53
4. Benny the Bouncer (Emerson, Lake & Peter Sinfield) – 2:21
5. Karn Evil 9 (Emerson, Lake & Sinfield) – 29:54
  - Karn Evil 9: 1st Impression – Part 1 (Emerson & Lake) – 8:43
  - Karn Evil 9: 1st Impression – Part 2 (Emerson & Lake) – 4:46
  - Karn Evil 9: 2nd Impression (Emerson) – 7:07
  - Karn Evil 9: 3rd Impression (Emerson, Lake & Sinfield) – 9:03